# El Tajín National Airport
El Tajín National Airport är en flygplats i Mexiko.   Den ligger i kommunen Tihuatlán och delstaten Veracruz, i den sydöstra delen av landet, 220 km nordost om huvudstaden Mexico City. El Tajín National Airport ligger 151 meter över havet.
Terrängen runt El Tajín National Airport är platt åt nordväst, men åt sydost är den kuperad. El Tajín National Airport ligger uppe på en höjd. Runt El Tajín National Airport är det mycket tätbefolkat, med 2 431 invånare per kvadratkilometer. Närmaste större samhälle är Poza Rica de Hidalgo, 7,4 km söder om El Tajín National Airport. Omgivningarna runt El Tajín National Airport är en mosaik av jordbruksmark och naturlig växtlighet.